# Eppure soffia
Eppure soffia è il terzo album in studio del cantautore italiano Pierangelo Bertoli, pubblicato nel 1976 dall'etichetta discografica CGD.

## Descrizione
Il disco riprende alcune canzoni già incise nei dischi precedenti più alcuni nuovi brani (Sera di Gallipoli, Cristalli di memoria, Racconta una storia d'amore, Povera Mary, È nato si dice).
È il primo pubblicato per una grande casa discografica: il contratto con la CGD era stato procurato a Bertoli da Caterina Caselli, moglie del titolare della casa discografica Piero Sugar, che conosceva il fratello del cantautore, Gianni, batterista nel suo gruppo. Gli arrangiamenti sono opera di Gianfranco Monaldi.
Come raccontò il cantautore, le registrazioni iniziarono il 4 ottobre e il 5 novembre 1976, giorno del suo compleanno, Bertoli si recò a rinnovare la carta d'identità, che venne inserita sulla copertina del disco.
Il disco uscì così a nome P. Angelo Bertoli, a differenza dei precedenti, pubblicati a nome Angelo Bertoli, e nella foto della carta d'identità risultano vistosamente cancellate le lettere "ier", lasciando solo l'iniziale "P", oltre ad Angelo Bertoli. Anche la firma sul documento riprodotto in copertina è P. Angelo Bertoli.

## Tracce

### LP
(1976, CGD, CGD 81800)
Lato A (2c 81800-1L)
1. Eppure soffia – 2:45 (testo: Pierangelo Bertoli – musica: Alfonso Borghi)
2. C'era un tempo – 4:05 (testo: Pierangelo Bertoli – musica: Alfonso Borghi)
3. La bala – 3:00 (testo: Pierangelo Bertoli – musica: Alfonso Borghi)
4. Sera di Gallipoli – 4:45 (testo: Mauro Degola – musica: Alfonso Borghi)
5. Non vincono – 4:00 (testo: Pierangelo Bertoli – musica: Marco Dieci)
6. Cristalli di memoria – 2:58 (testo: Pierangelo Bertoli – musica: Alfonso Borghi)

Durata totale: 21:33
Lato B (2c 81800-2L)
1. Per dirti t'amo – 3:00 (testo: Pierangelo Bertoli – musica: Alfonso Borghi)
2. Racconta una storia d'amore – 4:15 (testo: Pierangelo Bertoli – musica: Marco Dieci)
3. Prega Crest – 3:30 (testo: Pierangelo Bertoli – musica: Marco Dieci)
4. Povera Mary – 4:50 (testo: Pierangelo Bertoli – musica: Alfonso Borghi)
5. È nato si dice – 2:55 (testo: Pierangelo Bertoli – musica: Alfonso Borghi)
6. Due occhi blu – 2:52 (testo: Pierangelo Bertoli – musica: Marco Dieci)

Durata totale: 21:22

## Crediti
- Pierangelo Bertoli – voce, chitarra
- Marco Dieci – tastiera, cori, chitarra, armonica
- Alberto Radius – chitarra
- Ernesto Massimo Verardi – chitarra
- Enzo Giuffré – chitarra
- Bruno Crovetto – basso
- Mauro Spina – batteria, percussioni
- Giuliano Salerni – tastiera